# Finplanet Fiumicino Calcio a 5 2011-2012
Questa pagina raccoglie i dati riguardanti il Finplanet Fiumicino Calcio a 5, squadra di calcio a 5 militante in serie A, nelle competizioni ufficiali del 2011-2012.

## Organico

### Prima squadra
| N° | Naz.               | Ruolo | Sportivo             | Anno     |  |  |
| -- | ------------------ | ----- | -------------------- | -------- |  |  |
|    | Italia (bandiera)  | LAT   | Marco Bastianelli    | 20.12.90 |  |  |
|    | Brasile (bandiera) | PIV   | Bruno Cabral         | 15.01.80 |  |  |
|    | Brasile (bandiera) | LAT   | Gustavo Crivellaro   | 19.12.85 |  |  |
|    | Brasile (bandiera) | DIF   | Luiz                 | 17.04.84 |  |  |
|    | Italia (bandiera)  | LAT   | Francesco Milani     | 25.01.79 |  |  |
|    | Italia (bandiera)  | POR   | Francesco Molitierno | 14.10.89 |  |  |
|    | Italia (bandiera)  | POR   | Antonio Mongelli     | 30.12.90 |  |  |
|    | Brasile (bandiera) | PIV   | Marcelo Moreira      | 17.01.78 |  |  |
|    | Italia (bandiera)  | PIV   | Vittorio Murro       | 18.04.90 |  |  |
|    | Brasile (bandiera) | UNI   | Júlio Romanini       | 17.09.79 |  |  |
|    | Brasile (bandiera) | LAT   | Gabriel Smith        | 27.03.84 |  |  |
|    | Italia (bandiera)  | LAT   | Valerio Zuddas       | 20.07.89 |  |  |

### Under-21
| N° | Naz.              | Ruolo | Sportivo            | Anno     |  |  |
| -- | ----------------- | ----- | ------------------- | -------- |  |  |
|    | Italia (bandiera) | DIF   | Valerio Ceccarelli  | 29.08.92 |  |  |
|    | Italia (bandiera) | LAT   | Luca Cianchetti     | 19.03.91 |  |  |
|    | Italia (bandiera) | POR   | Alessandro Corsetti | 27.04.91 |  |  |
|    | Italia (bandiera) | DIF   | Michele Legnante    | 14.10.91 |  |  |
|    | Italia (bandiera) | UNI   | Valerio Lutta       | 12.06.91 |  |  |

## Play-out

### Andata
| Arbitri: | Marco Vocca (Battipaglia) Alessandro Merenda (Reggio Calabria) Mauro Albertini (Ascoli Piceno) |
| Crono:   | Enrico De Poli (Mestre)                                                                        |

| |           |                                               |
| Rossa 5'22'’ Chimanguinho 9'14'’ (rig.) 13'26'’ Bellomo 16'30'’, 29'45'’, 34'39'’ Ercolessi 18'24'’ | Marcatori | 24'58'’ (rig.) Milani 33'47’’, 39'35'’ Cabral |

### Ritorno
| Arbitri: | Vincenzo Giannantonio (Campobasso) Arnaldo Ciciarello (Catanzaro) Giancarlo Lombardi (Roma 1) |
| Crono:   | Nicola Raimondi (Battipaglia)                                                                 |

|                                      |           |                                                                 |
| Cabral 32'13'’, 39'46'’ Luiz 35'25'’ | Marcatori | 10'45'’ Cantagalo 24'28'’ Canonica 37'59'’ Bellomo 38'46'’ Alan |